# Internationale Vereinigung der Katholischen Landarbeiterbewegungen
Die Internationale Vereinigung der Katholischen Landarbeiterbewegungen (englisch International Federation of Rural Adault Catholic Movements, französisch Fédération Internationale des Mouvements d’Aultes Ruraux Catholiques, offizielle Abkürzung: FIMARC) ist eine Vereinigung von Gläubigen in der römisch-katholischen Kirche. Sie wurde 1964 in Fátima (Portugal) gegründet und vom Heiligen Stuhl als eine internationale katholische Vereinigung päpstlichen Rechts anerkannt.  Die Nichtregierungsorganisation ist als Berater in der UNESCO der ECOSOC und dem Europarat vertreten, sie hat einen Beobachterstatus in der FAO, sie ist Mitarbeiter beim  UNHCR und im World Committee on Food Security (CFS).

## Geschichte
Auf Initiative katholischer Landvolkbewegungen entstand 1964 in Fatima der Wunsch sich unter einem Dachverband zusammenzuschließen. Man setzte sich die internationale Zusammenarbeit und den Erfahrungsaustausch zum Ziel. Vom 16. Bis 31. Mai 2014 wurde auf dem Volkersberg, in Würzburg und in Regensburg die Weltversammlung abgehalten. Gleichsam war es die Jubiläumsversammlung zum 50. Jahrestag, aus diesem Anlass wurde eine Schlussresolution verabschiedet.

## Organisation und Ausweitung
Auf der alle vier Jahre Generalversammlung, die aus den Delegierten der Mitgliedsorganisationen und assoziierten Verbänden besteht, wird der Exekutivausschuss und das Präsidium gewählt. Zum Präsidium (2014–2018) gehören der Präsident (Wolfgang Scharl, Deutschland), der Generalsekretär (Georg Dixon Fernández, Indien), der Schatzmeister (Jean-Claude Germon, Frankreich) und der Kirchliche Assistent (Pater Pascal Kinoti, Paraguay). Die Vereinigung gliedert sich in die Provinzen Afrika, Asien, Amerika und Europa, sie werden von jeweils von einem Koordinator, der Mitglied im Exekutivausschuss ist, geleitet. Die Provinzen werden in Regionen aufgeteilt:
- Afrika mit Zentralafrika, Ostafrika, englischsprachige Länder Afrikas und Westafrika,
- Asien mit Zentralasien, Ostasien und Südasien,
- Amerika mit Lateinamerikanische Länder (Süd), Lateinamerikanische Länder (Mitte) und Mexiko, Brasilien und Andenländer und
- Europa mit Westeuropa, Mittlerer Osten und Nordamerika.

Zur FIMARC gehören 60 assoziierte Organisationen und kooperierende Institutionen aus 33 Länder. Aus Deutschland ist die Katholische Landvolkbewegung ein assoziiertes Mitglied. Der Hauptsitz ist in Assesse (Belgien). Zu den Publikationen gehören die „Stimmer der ländlichen Welt“ (fr.: Voix du monde rural), die Briefe an die Koordinatoren und die Briefe an die Bewegungen. Diese vierteljährlichen Schriften erscheinen auf Französisch, Englisch und Spanisch.